# Dogo guatemalteco
Dogo guatemalteco är en hundras från Guatemala. Den är en vakthund av molossertyp. Rasen tros ha uppkommit genom korsningar mellan boxer, dalmatiner och bullterrier. Hundrastypen är känd från Guatemala sedan slutet av 1800-talet. På 1990-talet startade arbetet med att konsolidera rasen. Dogo Guatemalteco är inte erkänd av den internationella hundorganisationen Fédération Cynologique Internationale (FCI), men är nationellt erkänd av Guatemalas kennelklubb Asociación Canófila Guatemalteca (ACG).